# Livonska križarska vojna
Livonska križarska vojna je bila niz različnih vojaških osvajalskih in pokristjanjevalnih pohodov v srednjeveški Livoniji – sodobni Latviji in Estoniji – in del severnih križarskih vojn v 12. in 13. stoletju, ki so jih odobrili rimski papeži. 

## Pregled

### Zgodovinski viri
Glavni vir informacij o livonski križarski vojni je Henrikova kronika Livonije, ki jo je okoli leta 1229 napisal 1440 Henrik Latvijski (Henricus de Lettis). Avtor v svoji kroniki omenja, da jo je napisal na pobudo svojih gospodov in spremljevalcev, vključno s svojim nekdanjim učiteljem, škofom Albertom Riškim. Škof je v celotnem besedilu deležen številnih pohval. Kronika je razdeljena po letih Albertovega škofovanja. James A. Brundage (1972) je trdil, da je Albert sredi 1220. let naročil Henriku, naj napiše Livonsko kroniko, da bi z njo poveličal Albertove dosežke in v zgoščeni obliki posredoval nerešena vprašanja novoimenovanemu papeškemu legatu Viljemu Modenskemu.
Henrik je zapisal, da je križarsko vojno kot orodje zunanje politike prvi razglasil papež Urban II. leta 1095. Križarska vojna proti Livoncem je bila prvič razglašena leta 1195 in ponovno leta 1197 ali 1198. Neodvisnih virov, ki bi to potrdili, ni. Najstarejše ohranjeno papeško pismo, povezano z livonsko križarsko vojno, je pismo papeža Inocenca III. s 5. oktobra 1199. Večina ohranjenih dokumentov, ki se nanašajo na poslanstvo Viljema Modenskega kot papeškega  legata, obravnava težave, ki so jih povzročala rivalstva in notranje napetosti znotraj katoliške cerkve v Livoniji in sosednjih pokrajinah. V dokumentih so le posamezne omembe Viljemovih stikov s spreobrnjenimi prebivalci na Baltiku. V njih ni nobene sledi o Viljemovih stikih s predstavniki Novgoroda, Pskova, Jersike ali nekrščanskih sil v regiji. Ko se je Viljem Modenski leta 1226 vrnil v Rim, je apostolska pisarna v Rimu izdala vrsto pisem in odlokov o zadevah v Livoniji, ki so bili veliko podrobnejši od vseh prejšnjih papeških sporočil o Baltiku. Slednja so bila zelo nejasna in niso kazala veliko zanimanja za to regijo.

### Udeleženci
Pismo Inocenca III. iz leta 1199 je določalo, da bodo kristjani, ki so se zaobljubili romanju v Sveto deželo, prejeli odpustek ali spremembo pokore za grehe, če se bodo namesto tega odločili za sodelovanje v livonski križarski vojni. V tem primeru bi prejeli pravico do papeške zaščite. Udeleženci naj bi nosili znak križa, ki je bil povezan s posebnimi pravnimi obveznostmi. Za razliko od križarjev v Sveti deželi je to pomenilo, da je moral nosilec križa vsaj eno leto služiti v papeško razglašeni livonski križarski vojni.

### Organizacija
Za razliko od prejšnjih križarskih pohodov, ki jih je običajno začel papež, je bil glavni pobudnik livonskega križarskega pohoda očitno riški škof Albert. Poleg tega ni vojne  spremljal noben papeški legat vse do leta 1224, se pravi skoraj tri desetletja.  V prejšnjih križarskih vojnah so papeža vedno zastopali papeški legati, pogosto pridigali križarjem, sodelovali v vojaških akcijah in imeli diplomatsko vlogo kot papeževi predstavniki za politično in duhovno politiko. Ko je bil konec leta 1224 za legata končno imenovan Viljem Modenski, se je to zgodilo na zahtevo Alberta Riškega in ne na papeževo lastno pobudo.  V velikem delu Viljemove misije križarska vojna morda sploh ni bila pod nadzorom, saj to v  njegovem mandatu ni izrecno omenjeno.  Brundage (1972) je v svoji razpravi navedel, da se je papeštvo šele od sredine 1220. let začelo bolj aktivno zanimati za livonsko križarsko vojno, zlasti z združevanjem vojaškega cilja osvajanja z verskim ciljem spreobrnjenja podjarmljenega prebivalstva v krščanstvo. V prejšnjih pohodih, kot je bil križarski pohod proti Vendom leta 1147, sta bili osvajanje in pokristjanjevanje bolj ali manj ločeni dejavnosti, brez tesnega sodelovanja med križarji in misijonarji.

### Geografija
Livonska križarska vojna je potekala večinoma na ozemljih današnje Latvije in Estonije. Vojno sta vodila večinoma Sveto rimsko cesarstvo in Kraljevina Danska. 2. februarja 1207 je bila na osvojenih ozemljih ustanovljena cerkvena država Terra Mariana kot kneževina Svetega rimskega cesarstva. Kneževino je papež Inocenc III. leta 1215 razglasil za podložnico Svetega sedeža. Po uspešni križarski vojni je Viljem Modenski ozemlje, ki so ga zasedli Tevtonci in Danci, razdelil na šest fevdalnih kneževin. 
Ozemlja na vzhodnih obalah Baltskega morja so bila ena zadnjih delov Evrope, ki so bili pokristjanjeni. 

## Vojne proti Livoncem in Latgalcem (1198–1209)
Ko so v drugi polovici 12. stoletja začeli v Livonijo prihajati nemški trgovci, ki so trgovali po starodavni trgovski poti od Varjagov do Grkov, so bili nekateri domačini že krščeni. 
V Ikšķile je leta 1184 prispel sveti Majnhard Segeberški z nalogo spreobrniti poganske Livonce v krščanstvo in bil leta 1186 posvečen za škofa v Üxküllu. V tistih časih je bilo obrečno mesto Ikšķile središče misijonarskih dejavnosti v Livoniji. 
Domorodni Livonci (Līvi), ki so plačevali davek vzhodnoslovanski Pološki kneževini in so bili pogosto tarča napadov svojih južnih sosedov Semigalov, so sprva imeli Nemce (Sase) za koristne zaveznike. Prvi pomemben Livonec, ki se je spreobrnil v katoliško vero, je bil njihov voditelj Kaupo iz Turaide, ki se je krstil okoli leta 1189. 
Papež Celestin III. je leta 1193 pozval k križarski vojni proti poganom v severni Evropi. Ko mirne metode spreobračanja niso prinesle pričakovanih rezultatov, je nestrpni Majnhard načrtoval Livonce spreobrnil na silo, vendar so mu to preprečili. Majnhard je umrl leta 1196, ne da bi uspešno opravil svojo misijo. Njegov naslednik, škof Bertold iz Hannovra, cistercijanski opat iz Loccuma, je prišel v Livonijo leta 1198 z veliko skupino križarjev. Kmalu zatem je bil med bitko z Livonci obkoljen in ubit, njegova vojska pa poražena.  
Da bi se maščeval za Bertoldov poraz, je papež Inocenc III. izdal bulo, s katero je razglasil križarsko vojno proti Livoncem. Naslednje leto je v Livonijo z veliko vojsko prispel Albert von Buxthoeven, posvečen v škofa leta 1199, in leta 1201 ustanovil Rigo kot sedež svoje škofije. Leta 1202 je ustanovil viteški red Livonskih bratov meča, da bi pomagali spreobračati pogane v krščanstvo in, kar je še pomembneje, zaščitili nemške trgovce in zagotovili nemški nadzor nad trgovino. 
Ko se je nemški pritisk zaostril, so se Livonci in njihov krščeni poglavar uprli križarjem. Kaupove sile so bile leta 1206 pri Turaidi poražene, Livonci pa so bili razglašeni za spreobrnjene. Kaupo je nato ostal zaveznik križarjev vse do svoje smrti v bitki na dan svetega Mateja leta 1217. 
Do leta 1208 so bila zaradi Albertovega energičnega pohoda zavzeta pomembna trgovska središča ob Zahodni Dvini:  Salaspils (Holme), Koknese (Kokenhusen) in grad Sēlpils (Selburg). Istega leta so vladarji latgalskih grofij Tālava, Satekle in Autine sklenili vojaška zavezništva z redom in začela se je gradnja gradu Cēsis in kamnitega gradu Koknese na sotočju Zahodne Dvine in Pērse, ki je nadomestil leseni grad Latgalcev. 
Leta 1209 je Albert na čelu križarske vojske zavzel prestolnico latgalske kneževine Jersike in za ujetnico vzel ženo jersiškega vladarja Visvaldisa. Visvaldis je bil prisiljen prepustiti svoje kraljestvo Albertu kot darilo riški nadškofiji in del kraljestva prejel nazaj kot fevd. Tālava, oslabljena v vojnah z Estonci in Rusi, je leta 1214 postala vazalna država riške nadškofije. Leta 1224 je bila dokončno razdeljena med nadškofijo in viteški red Bratov meča.
- Baltska plemena okoli leta 1200
- Ozemlje Tālave
- Ozemlje Latgalije

## Vojne proti Estoncem (1208–1227)

### Osvojitev estonskega zaledja
Do leta 1208 so se križarji dovolj okrepili, da so začeli operacije proti Estoncem. Slednji so bili takrat razdeljeni na osem večjih in sedem manjših grofij, ki so jih vodili starešine, in so med seboj omejeno sodelovale. S pomočjo na novo spreobrnjenih lokalnih livonskih in latgalskih plemen so začeli križarji začeli napadati Sakalo in Ugandijo v južni Estoniji. Estonska plemena so se odločno upirala napadom iz Rige in občasno plenila ozemlja, ki so jih nadzorovali križarji. 
V letih 1208–1227 so vojne med različnimi nasprotniki divjale po Livoniji, Latgaliji in drugih estonskih okrožjih, Livi, Latgalci in Rusi iz Novgorodske republike pa so bili v različnih obdobjih zavezniki tako križarjev kot Estoncev. Gradišča, ki so bila ključna središča estonskih okrožij, so bila večkrat oblegana, zavzeta in ponovno zavzeta. Med z vojno utrujenima stranema je bilo sklenjeno triletno premirje, ki naj bi trajalo od leta 1213 do 1215. Na splošno se je premirje izkazalo za bolj ugodno za Nemce, ki so v tem času utrdili svoj politični položaj, medtem ko Estonci svojega sistema ohlapnih zavezništev niso uspeli razviti v centralizirano državo. Estonce je vodil Lembitu iz Lehole, starešina Sakalije, ki je leta 1211 pritegnil pozornost nemških kronistov kot osrednja osebnost estonskega upora. Livonski voditelj Kaupo je bil v bitki na dan svetega Mateja blizu Viljandija (Fellin) 21. septembra 1217 ubit. Ubit je bil tudi Lembitu, bitka pa je bila za Estonce uničujoč poraz. 
Krščanski kraljestvi Danska in Švedska sta si prav tako želeli širitve na vzhodne obale Baltika. Leta 1218 je riški škof Albert zaprosil za pomoč danskega kralja Valdemarja II., ki je namesto z njim sklenil dogovor z Livonskim redom. Kralj Valdemar je leta 1219 zmagal v bitki pri Lindaniseu v Reveliji in kasneje ustanovil trdnjavo Castrum Danorum, ki so jo Estonci leta 1220 in 1223 neuspešno oblegali. Švedski kralj Ivan I.  je poskušal vzpostaviti švedsko oblast v provinci Wiek, vendar so njegove čete v bitki pri Lihuli leta 1220 premagali Oeselijci. Celotna severna Estonija je prišla pod dansko oblast. 
Med estonsko vstajo leta 1223 so vse krščanske trdnjave v Estoniji, razen Talina, padle v estonske roke, njihovi branilci pa so bili ubiti. Do leta 1224 so križarji ponovno osvojili vse večje trdnjave, razen tiste v Tartuju, ki so jo branili odločna estonska garnizija in 200 ruskih najemnikov. Vodja ruskih čet je bil kokneški knez Vjačko, ki mu je Novgorodska republika obljubila trdnjavo in okoliška ozemlja, "če jo bo uspel osvojiti". Križarji so Tarbato avgusta 1224 končno zavzeli  in vse njene branilce pobili. 
V začetku leta 1224 je cesar Friderik II. v Catanii oznanil, da bodo Livonija, Prusija, Sambija in številne sosednje pokrajine odslej veljale za reichsfrei, torej neposredno podrejene samo rimskokatoliški cerkvi in Svetemu rimskemu cesarstvu, namesto da bi bile pod jurisdikcijo lokalnih vladarjev. Konec leta je papež Honorij III. imenoval modenskega škofa Viljema za papeškega legata za Livonijo, Prusijo in druge baltske države. 
Leta 1224 so Livonski bratje meča ustanovili svoj sedež v Fellinu (Viljandi) v Sakali, kjer še vedno stoji obzidje gradu velikega mojstra reda. Križarji so ustanovili tudi trdnjave Wenden (Cēsis), Segewold (Sigulda) in Ascheraden (Aizkraukle). 
Henrikova kronika Livonije, ena najobširnejših srednjeveških kronik, je bila verjetno napisana kot poročilo za legata Viljema in mu je predstavila zgodovino katoliške cerkve v Livoniji do njegovega časa. Kronika pripoveduje, kako je leta 1226 Viljem Modenski v trdnjavi Tarvanpe uspešno posredoval pri mirovnem sporazumu med Nemci, Danci in Vironi. 
- Grofije v srednjeveški Estoniji
- Danska zastava pada z neba med bitlo pri Lindaniseju leta 1219

### Vojna proti Saaremai (1206–1261)
Zadnja estonska pokrajina, ki se je upirala napadalcem, je bila otoška država Saaremaa (Ösel), katere vojne flote so v letih bojev proti nemškim križarjem še naprej napadale Dansko in Švedsko. 
Leta 1206 se je danska vojska pod vodstvom kralja Valdemarja II. in lundškega škofa Andreasa izkrcala na Saaremai in poskušala zgraditi trdnjavo, vendar ji to ni uspelo. Leta 1216 so Livonski bratje meča in škof Teodorik združili moči in napadli Saaremao čez zamrznjeno morje. Oselci so se maščevali z napadi na nemške pokrajine v Latviji naslednjo pomlad. Leta 1220 je švedska vojska pod vodstvom švedskega kralja Ivana I. in linköpinškega škofa Karla zavzela Lihulo v Rotaliji v zahodni Estoniji. Istega leta so Oselci napadli švedsko trdnjavo in pobili celotno garnizijo, vključno z linköpinškim škofom. 
Leta 1222 je danski kralj Valdemar II. poskušal drugič osvojiti Saaremao in tokrat na otoku zgradil kamnito trdnjavo z močno garnizijo. Po petih dneh obleganja so morali Danci trdnjavo predati in se vrniti v Revel, medtem ko so Teodorika, brata riškega  škofa Alberta, in druge v okviru mirovnega sporazuma obdržali za talce. Grad so Oselci porušili.
Leta 1227 so Livonski bratje meča, mesto Riga in riški škof Albert organizirali skupni napad na Saaremao. Po uničenju trdnjave Muhu in predaji trdnjave Valjala so Oselci formalno sprejeli krščanstvo. 
Po porazu Livonskih bratov meča v bitki pri Sauleju leta 1236 so se na Saaremai ponovno razplamteli boji. Leta 1241 so Oselci ponovno sprejeli krščanstvo s podpisom sporazuma z mojstrom Livonskega reda Andreasom de Velvenom in škofijo Ösel-Wiek. Sledil je sporazum, ki ga je leta 1255 podpisal mojster reda Anno Sangerhausenn, v imenu Oselcev pa njihovi starešine, katerih imena so latinski pisarji fonetično zapisali kot Ylle, Culle, Enu, Muntelene, Tappete, Yalde, Melete in Cake. Sporazum je Oselcem podelil več posebnih pravic glede lastništva in dedovanja zemlje, družbenega reda in prakticiranja vere. 
Leta 1261 je izbruhnila nova vojna, ko so se Oselci ponovno odpovedali krščanstvu in pobili vse Nemce na otoku. Nov mirovni sporazum je bil podpisan, potem ko so združene sile Livonskega reda, škofije Ösel-Wiek in Danske Estonije, vključno s celinskimi Estonci in Latvijci, premagale Oselce z zavzetjem njihove trdnjave Kaarma. Livonski red je kmalu zatem  v Pöideju zgradil kamnito utrdbo. 
24. julija 1343 so se Oselci znova dvignili, pobili vse Nemce na otoku, utopili vse klerike in oblegali grad Livonskega reda v Pöideju. Po predaji garnizije so Oselci pobili branilce in porušili grad. Februarja 1344 je Burchard von Dreileben povedel novo križarsko vojsko čez zamrznjeno morje do Saaremae. Vojska je osvojila trdnjavo Oselcev in obesila njihovega voditelja Vesseja. Zgodaj spomladi 1345 se je naslednji pohod Livonskega reda končal s sporazumom, omenjenim v Kroniki Hermanna von Wartbergeja in Novgorodski prvi kroniki. 
Saaremaa je ostala vazal mojstra Livonskega reda in škofije Ösel-Wiek do leta 1559.

## Vojne proti Kurom (1242–1267)
Po porazu Estoncev se je križarska vojna premaknila proti baltskim Kurom in Semigalom, ki so živeli južno in zahodno od Zahodne Dvine in so bili tesno povezani s Samogiti. 
Julija 1210 so Kuri napadli Rigo, a jim ni uspelo prebiti mestnega obzidja. Po neuspehu so prečkali Zahodno Dvino, da bi tam kremirali svoje mrtve in tri dni žalovali. Leta 1228 so Kuri skupaj s Semigali ponovno napadli Rigo. Mesta jim ponovno ni uspelo osvojiti, uničili pa so samostan v Daugavgrivi in pobili vse menihe. 
Po porazu Estoncev in Oseljanov leta 1227 so se Kuri na vzhodu in jugu soočili z Litovci, s severa pa so jim grozili Livonski bratje meča. Na zahodu na obali Baltika so bili njihovi največji sovražniki, Danci in Švedi, in čakali na ugodno priložnost. V tem brezupnem položaju, ki ga je še poslabšala lakota, so Kuri raje poskušali skleniti mir s krščanskimi osvajalci in v svojo državo povabili menihe, s čimer so se izognili napadom Skandinavcev. Leta 1230 so Kuri v severnem delu Kurlandije pod svojim vladarjem (rexom) Lamekinom podpisali mirovni sporazum Nemci. Ozemlja, ki so jih naseljevali, so postala znana kot Vredecuronia ali Mirovna Kurlandija, južni Kuri pa so se še naprej upirali napadalcem. 
Leta 1260 so bili Kuri vpleteni v bitko pri Durbeju, eno največjih bitk v Livoniji v 13. stoletju. Prisilili so jih, da so se borili na strani križarjev, ko se je bitka začela, pa so jih zapustili. Peter von Dusburg je trdil, da so Kuri nato napadli viteze od zadaj. Estonci in drugi domačini so jim kmalu sledili in tudi oni zapustili viteze, kar je Samogitom omogočilo zmago nad Livonskim redom.  Poraz je bil hud udarec za Livonski red in kmalu zatem so izbruhnili upori proti njim tudi v Kurlandiji in Prusiji. 
Odpor Kurov je bil dokončno zatrt leta 1266, ko je bila celotna Kurlandija razdeljena med Livonski red in Riško nadškofijo. Kurski plemiči, med njimi 40 klanov potomcev kurskih kraljev, ki so živeli v mestu Kuldīga, so ohranili osebno svobodo in nekatere svoje privilegije.

## Vojne proti Semigalom (1219–1290)
Po zapisih v Henrikovi kroniki Livonije so Semigali pred letom 1203 sklenili zavezništvo z riškim škofom Albertom proti uporniškim Livoncem in leta 1205 prejeli vojaško podporo za zadrževanje napadov Litvancev. Leta 1207 je semigalski knez Viestards (latinsko dux Semigallorum) pomagal pokrščenemu livonskemu poglavarju Kaupu osvojiti njegov grad Turaida, ki so ga zasedli poganski uporniki. 
Leta 1219 je bilo po križarski invaziji v Semigalijo semigalsko-nemško zavezništvo preklicano. Knez Viestards je takoj sklenil zavezništvo z Litovci in Kuri. Leta 1228 so Semigali in Kuri napadli samostan Daugavgrīva, glavno križarsko trdnjavo v delti Zahodne Dvine. Križarji so se za napad maščevali in napadli Semigalijo. Semigali so nato oplenili ozemlje okoli gradišča Aizkraukle. 
Leta 1236 so Semigali napadli križarje, ki so se po bitki pri Sauleju umikali v Rigo, in jih veliko ubili. Po več zaporednih napadih je Livonski red leta 1254 delno pokoril Semigale. 
Leta 1270 je litovski veliki knez Traidenis skupaj s Semigali napadel Livonijo in Saaremao. Med bitko pri Karuseju v zamrznjenem Riškem zalivu je bil Livonski red poražen, njegov mojster Otto von Lutterberg pa ubit. 
Leta 1287 je okoli 1400 Semigalov napadlo križarsko trdnjavo v Ikšķileju in oropalo bližnja ozemlja. Na povratku v Semigalijo so jih ujele sile reda in v bližini reke Garoze se je začela velika bitka pri Garozi. Križarske sile so bile v bitki težko poražene. Ubitih je bilo več kot 40 vitezov, vključno z mojstrom Livonskega reda Willekinom von Endorpom in neznanim številom križarskih zaveznikov. To je bila zadnja semigalska zmaga nad naraščajočimi silami Livonskega reda. 
Leta 1279 je po bitki pri Aizkraukleju veliki litovski knez Traidenis podprl semigalski upor proti Livonskemu redu, ki ga je vodil knez Nameisis. 

## Posledice
Leta 1227 so Livonski bratje meča osvojili vsa danska ozemlja v severni Estoniji. Po bitki pri Sauleju so se preživeli člani Bratov meča leta 1237 vključili v pruski Tevtonski viteški red  in postali znani kot Livonski red. 7. junija 1238 so tevtonski vitezi s sporazumom iz Stensbyja vrnili kneževino Estonijo Valdemarju II. Po vstaji v noči svetega Jurija leta 1346 je bil Estonija prodana nazaj Livonskemu redu in postala znana kot Ordensstaat. 
Po osvojitvi Livonije je bilo vse preostalo lokalno prebivalstvo domnevno pokristjanjeno. Leta 1535 je bila natisnjena prva ohranjena knjiga v maternem jeziku, luteranski katekizem.  Osvajalci so vojaški nadzor ohranjali z mrežo  svojo gradov po vsej Estoniji in Latviji.
Papeški legat Viljem iz Modene je deželo razdelil na šest fevdalnih kneževin: Riško nadškofijo, Kurlandsko škofijo, Dorpatsko škofijo, Ösel-Wieksko škofijo, dežele, ki so jim vladali Livonski bratje meča, in Dansko Estonijo, ki je bila pod neposredno oblastjo (dominum directum) danskega kralja.

## Bitke
- Bitka za Rigo (1203)
- Bitka pri Kokneseju (1205)
- Bitka pri Salaspilsu (1206)
- Bitka za Turaido (1206)
- Bitka za Saaremao (1206)
- Bitka pri Kokneseju (1208)
- Bitka pri Otepäi (1208)
- Bitka za Jersiko (1209)
- Bitka pri Otepäi (1210)
- Bitka prei Cēsisu (1210)
- Bitka pri  Ümerai (1210)
- Bitka za Turaido (1211)
- Bitka pri Viljandi (1211)
- Bitka pri Leholi (1215)
- Bitka za Rigo (1215)
- Bitka pri Soontagani (1215)
- Bitka pri Otepäi (1217)
- Bitka pri Soontagani (1217)
- Bitka na dan svetega Mateja (1217)
- Bitka pri Lindaniseju (1219)
- Obleganje Mežotneja (1219)
- Bitka pri Lihuli (1220)
- Obleganje Talina (1221)
- Bitka pri Soeli (1223)
- Bitka na mostu čez Umero (1223)
- Bitka pri Viljandiju (1223)
- Obleganje Talina (1223)
- Obleganje Tartuja (1224)
- Bitka pri Muhuju (1227)
- Obleganje Aizkraukleja (1229)
- Bitka pri Sauleju (1236)
- Bitka na ledu (1242)
- Bitka pri Durbeju (1260)
- Obleganje Tērveteja (1259)
- Bitka za Tērvete (1270)
- Bitka pri Aizkraukleju
- Obleganje Dobeleja (1279)
- Obleganje Kernavėja (1279)[33]
- Bitka pri Tērveteju (1280)
- Obleganje Dobeleja (1281)
- Bitka za Rigo (1281)
- Bitka pri Tērveteju (1281)
- Bitka pri Garozi (1287)
- Bitka pri Dobeleju (1290)

## Vir
- Brundage, James A. (1972). »The Thirteenth-Century Livonian Crusade: Henricus de Lettis and the First Legatine Mission of Bishop William of Modena«. Jahrbücher für Geschichte Osteuropas. Franz Steiner Verlag. 20 (1): 1–9. ISSN 0021-4019. JSTOR 41044461. Pridobljeno 1. decembra 2024.